# Mejszagoła
Mejszagoła (lit. Maišiagala) – miasteczko na Litwie, zlokalizowane w rejonie wileńskim, liczące 1636 mieszkańców, siedziba gminy Mejszagoła.

## Opis
Mejszagoła to stolica gminy (starostwa) liczącej 3 150 mieszkańców. Na terytorium gminy jest 41 wsi, większe z nich: Korwie (346 mieszkańców), Gudulin (189 mieszkańców), Klamiele (177 mieszkańców).
Powierzchnia terenu: 10 085 ha, z tego – 5 568 ha stanowią użytki rolne, 1 344 ha- lasy,  3 173 ha - zbiorniki wodne oraz grunty o innym przeznaczeniu. 
Na terytorium gminy znajdują się: poczta, 2 szkoły średnie, 2 szkoły podstawowe, przedszkole, 2 biblioteki, 2 Domy Kultury, posterunek policji, posterunek straży pożarnej, ambulatorium, 6 sklepów, 2 kościoły, cmentarz, 2 zagrody agroturystyczne, grodzisko w Mejszagole, pozostałości dworu w Korwiu. Przy ulicy szkolnej 22 znajduje się Gimnazjum im. ks. Józefa Obrembskiego, w którym nauczanie prowadzone jest w języku polskim. W roku szkolnym 2024/25 uczęszcza do niego 172 uczniów. Dyrektorem placówki jest Wioleta Brodowska. Szkołę założono w 1938 roku.
Przedsiębiorczość lokalna: rolnictwo i leśnictwo, usługi świadczone dla mieszkańców.

## Historia
Na południowo-zachodnich obrzeżach miasteczka, na prawym brzegu Dukszty znajduje się grodzisko nazywane również Zamkiem Bony.
Mejszagoła jest podobno jedną z najdawniejszych osad na Litwie. Po raz pierwszy wspomniano o niej w 1254 r. w kronikach pruskich.  W czasach pogańskich był tu podobno drewniany zamek i dwór wiejski wielkich książąt litewskich. Zdaniem kronikarza Jana Długosza po ustąpieniu tronu Władysławowi Jagielle miał tutaj mieszkać aż do śmierci i zostać pochowany Olgierd.
W 1365 r. Mejszagoła została zniszczona najazdem krzyżackim. Wiosną 1390 r. podczas kolejnego najazdu Krzyżacy pod wodzą Konrada Wallenroda całkowicie spalili należący niegdyś do księcia Olgierda zamek. W XIV wieku Mejszagoła była już sporym miasteczkiem. W 1387 r. został tu zbudowany jeden z siedmiu pierwszych na Litwie kościołów (z fundacji Władysława Jagiełły, na pamiątkę przyjęcia religii katolickiej). W 1528 r. Mejszagoła jest wspominana jako miasto. Było tu 39 karczm, duży rynek. Wkrótce w roku 1575 otrzymała przywileje miasta handlowego. Mejszagoła była następnie dzierżawiona przez królową Bonę. W XVI w. pożar kilkakrotnie niszczył kościół, zostaje on odbudowany przez króla Zygmunta II Augusta. W 1760 r. zbudowany zostaje przez ks. Bejnarta (wspomożonego przez starostę Eperyesza) nowy drewniany kościół. W 1771 Mejszagoła była starostwem niegrodowym, dzierżawił ją starosta wiłkomierski Eperyesz. W 1782 r. działała szkoła parafialna. Do lat 80 XVIII wieku Mejszagoła była własnością Narbutowiczów, Sapiehów i Tyzenhauzów, następnie Wołowiczów, a od 1802 Houwaltów. Prawa miejskie i herb nadał Stanisław August Poniatowski w 1792 roku na mocy dokumentu, w którym Mejszagoła wykazała, iż była miastem jeszcze przed unią. - wizerunek św. Antoniego z Dzieciątkiem na ręku, ale wkrótce Imperium Rosyjskie te prawa zlikwidowało. Podczas powstania listopadowego w okolicach Mejszagoły powstańcy pod dowództwem Emilii Platerówny walczyli z wojskiem rosyjskim. W latach 1862–1865 na miejscu kilku wcześniejszych - ks. Urbanowicz wznióśł obecny kościół parafialny. W grudniu 1905 roku w czasie rewolucji w carskiej Rosji, w Mejszagole usunięto rosyjską administrację. 
W latach 1919–1920 w rejonie Mejszagoły toczyły się walki polsko-litewskie, tzw. spór o Wilno. W latach 1920–1922 Mejszagoła była włączona do tak zwanej Litwy Środkowej, a od 1922 roku była w składzie II RP. Za II RP siedziba wiejskiej gminy Mejszagoła, w województwie wileńskim, w powiecie wileńsko-trockim.
W czasie kampanii wrześniowej 19 września 1939 roku Armia Czerwona wkroczyła do miasteczka. 29 października według umowy litewsko-radzieckiej o przekazaniu Wilna oraz o wzajemnej współpracy wojsko litewskie wkroczyło do Mejszagoły. Po aneksji Litwy do ZSRR w Mejszagole Sowieci wysadzili pomnik z Orłem Białym upamiętniający bohaterów wojny z bolszewikami w 1920 roku (obecnie ten pomnik nie istnieje). W czasie hitlerowskiej okupacji w lipcu-sierpniu 1941 roku hitlerowcy zamordowali 300 mejszagolskich Żydów. W czasie trzydniowych walk pod Mejszagołą, miasteczko zostało wyzwolone 11 lipca 1944 przez 2 Zgrupowanie AK „Węgielnego” pod dowództwem „Mieczysława Potockiego Węgielnego” we współdziałaniu z sowiecką 227 Dywizją gen. Gładyszewa. Po wkroczeniu Sowietów zaczęło się polowanie na AK-owców. Około 40 rodzin deportowano w głąb ZSRR jako „wrogów ludu”. Strach przed rządami bolszewików skłonił ponad 300 polskich rodzin z Mejszagoły do wyjazdu do Polski w jej nowych granicach. Na cmentarzu mejszagolskim znajdują się groby dwóch żołnierzy AK, którzy polegli podczas walk o Mejszagołę, oraz grób 18-letniego Henryka Kuppo, rozstrzelanego przez Niemców za pomoc udzielaną AK-owcom w przeddzień wyzwolenia miasteczka. W 1994 roku miasteczko odzyskało swój herb. Dużym szacunkiem cieszył się długoletni proboszcz w Mejszagole, ksiądz prałat Józef Obrembski (jego imię nadano w 2007 roku mejszagolskiej Szkole Średniej nr 1). 16 lutego 2011 r. w miejscowości złożył wizytę Prezydent RP Bronisław Komorowski. Podczas wizyty spotkał się z miejscowymi Polakami oraz uhonorował Krzyżem Wielkim Orderu Zasługi RP 105-letniego księdza prałata Józefa Obrembskiego - „Patriarchę Wileńszczyzny”. 
Obecnie Mejszagoła jest silnym ośrodkiem polskości.

## Zabytki
- Kościół Wniebowzięcia NMP z 1862.
- Klasycystyczny pałac, zbudowany w latach 1806-1812. Z powodu wojen napoleońskich nie został skończony, a obecną formę nadano mu pod koniec XIX wieku. Pałac na planie zbliżonym do kwadratu, parterowy z piętrem nad częścią środkową. Pod budynkiem wysokie sutereny. Elewacje skromnie ozdobione pilastrami, akcentowanymi obramieniami okien oraz trójkątnymi frontonami. Pałac otoczony parkiem o powierzchni 2 ha.
- Grodzisko nad Dukszą. Grodzisko pochodzi z XII-XIV wieku. Stał tu drewniany zamek, będący siedzibą książąt litewskich. Prawdopodobnie w tym zamku zmarł Olgierd Giedyminowic. Zamek był kilkakrotnie atakowany przez krzyżaków, spalony w 1365, odbudowywany. Stał jeszcze w czasach królowej Bony. Dzisiaj pozostał majdan o rozmiarach ok. 15×60 metrów i resztki wału obronnego[3].

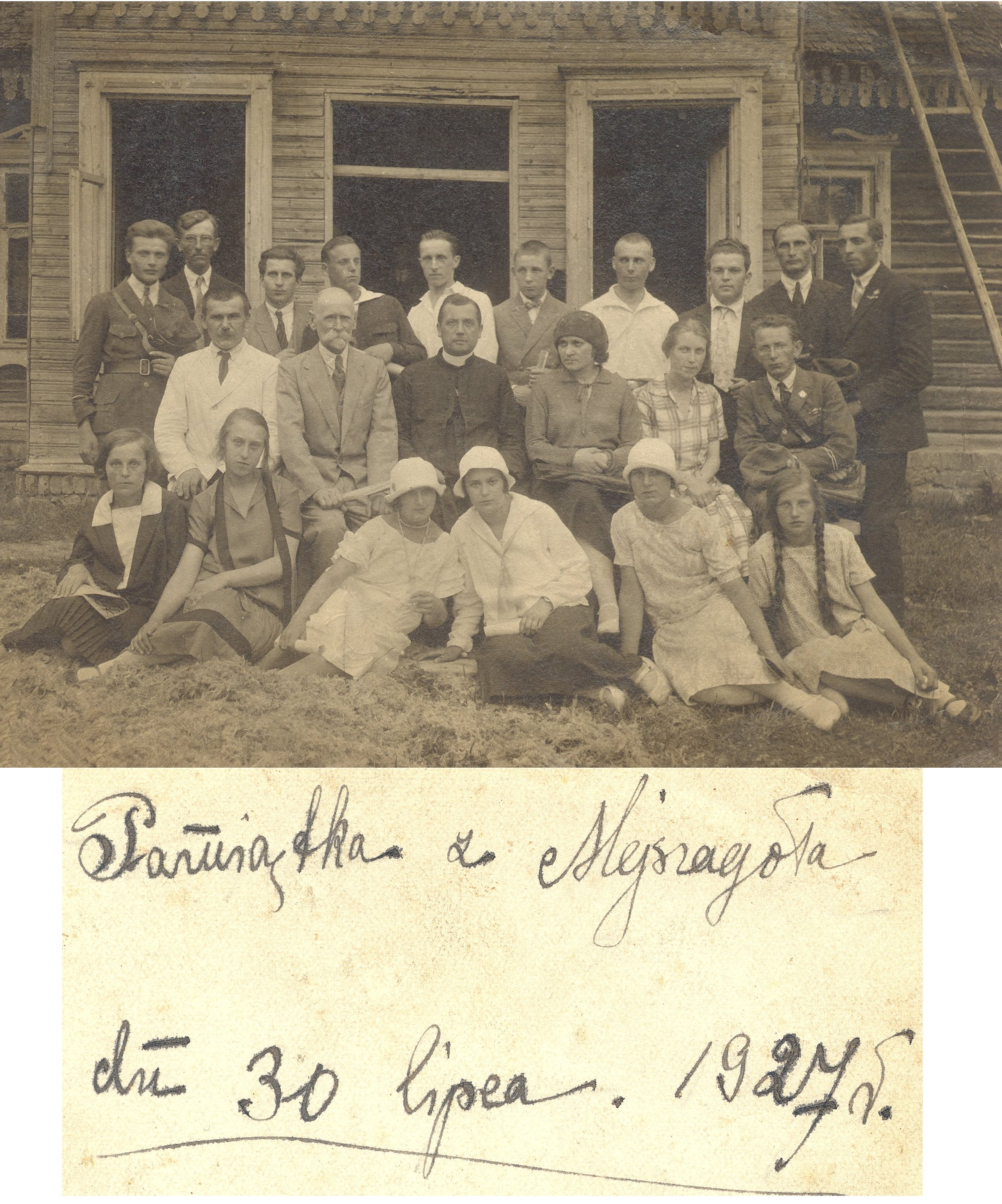
Organizacja patriotyczna młodzieży polskiej w Mejszagole 1927 r.

## Ludzie związani z Mejszagołą
- ksiądz prałat Józef Obrembski
- Olgierd Giedyminowicz
- Jerzy Houwalt
- Rita Tamašunienė

## Miasta partnerskie
- Krotoszyn
- Wysokie Mazowieckie - data podpisania umowy: 12 września 2010 r.